# Ilustrate cu flori de cîmp
Ilustrate cu flori de cîmp este un film românesc din 1975, al cărui regizor și scenarist este Andrei Blaier. Filmul are o tentă educativă, fiind menit să releve riscurile mari pe care și le asuma o femeie când apela la întreruperi de sarcină improvizate. o problemă socială semnificativă în contextul eșecului  Decretului anti-avort din perioada lui Ceaușescu. 

## Rezumat
Laura (Carmen Galin), o tânără naivă din București, rămâne însărcinată în urma unei relații cu Titel (Paul Ioachim), un arhitect mai în vârstă, care era căsătorit. Pentru a scăpa de sarcina nedorită, apelează la moașa Titina (Draga Olteanu-Matei) din Giurgiu. Complicea acesteia din urmă este vânzătoarea Niculina (Eliza Petrăchescu), mama Irinei (Elena Albu), în casa căreia este găzduită. Acolo are loc o întrerupere de sarcină. Întrucât Laura a ales să facă întreruperea în seara unei zile de lucru, urmând a reveni a doua zi la București, iar tot cercul social al Titinei este ocupat în acea seară de o nuntă, Titina se folosește de Irina și Niculina pentru o mare parte din procedură.
În prima parte a zilei, Laura pare naivă, dar hotărâtă, să obțină întreruperea. Seara, Laura o roagă pe Irina să îl apeleze telefonic pe Titel, ocazie cu care înțelegem că presupusul divorț al lui Titel era o minciună. Irina o confruntă pe Laura. Deși Laura începuse între timp să regrete pierderea fătului, realizarea că acel copil nu va avea tată o face să persiste.
Într-o pauză de la nuntă, Titina o inspectează pe Laura, și îi spune că sarcina este extrem de avansată. Totuși, procedura continuă, pentru că Niculina îi administrase deja o "doctorie" menită să provoace expulzarea fătului. Cele două femei în vârstă se întorc la nuntă, lăsând-o pe Irina să o supravegheze pe Laura. Deoarece doza de "doctorie" a fost calculată greșit de Niculina, Laura începe să delireze și moare.
Irina se duce la nuntă să îți anunțe mama, însă acolo o așteaptă Victor, marinarul care o iubește și pe care îl iubește. Toată seara, Irina plânge, contrariindu-l pe Victor, având conștiința încărcată de ideea că ar fi putut face mai mult pentru a o salva pe Laura. În paralel, Titina și Niculina se preocupă cu ascunderea cadavrului. De-a lungul nopții, la poarta Niculinei, sosesc Victor, un alai de nuntași, un milițian care o aduce pe Irina de pe străzi, însă nimeni nu zărește cadavrul Laurei.
A doua zi, în Giurgiu sosește Titel, îngrijorat ca avortul nu a avut loc. El o urmărește pe Titina prin oraș, dar moașa neagă că ar cunoaște-o pe Laura, Prezența lui Titel în preajma Titinei stârnește gelozia iubitului ei, Marin (Gheorghe Dinică). După ce Marin se mai calmează, cei doi merg la o bere, prilej cu care Titel vede la Marin ceasul Laurei, pierdut de ea în seara precedentă și păstrat de Niculina. Astfel, Titel înțelege că Titina l-a mințit, că Laura a fost jefuită în Giurgiu și că probabil nu mai e în viață. Pe drumul de întoarcere spre București, Titel aruncă pe geamul mașinii ceasul Laurei, sugerându-se că bărbatul care o lăsase gravidă o abandonează pentru ultima dată.
În cursul celei de-a doua zile, Irina înțelege că, în calitate de complice la omucidere, va fi condamnată la închisoare, așa că se sinucide. În biletul de adio, îi cere lui Victor să transmită la miliție detaliile crimei. 

## Distribuție[1]
- Draga Olteanu-Matei — moașa Titina Begulescu, nașa mirilor
- Eliza Petrăchescu — Niculina, intermediara bătrână, vânzătoare la alimentară
- Carmen Galin — Laura Răduțu, fata însărcinată
- Elena Albu — Irina, fiica intermediarei
- Dan Nuțu — marinarul Victor, iubitul Irinei
- Gheorghe Dinică — Marin, responsabilul magazinului alimentar
- Ana Ciclovan — mireasa
- George Mihăiță — mirele Nelu, prietenul lui Victor
- Paul Ioachim — arhitectul Titel Rușan, amantul Laurei
- Constantin Florescu — șoferul de taxi
- Dumitru Chesa — milițian
- Gheorghe Negoescu — soțul Titinei, nașul mirilor
- Marcel Gingulescu — directorul școlii
- Gheorghe Tomescu — profesorul de istorie poreclit „Șalăul”
- Traian Petruț
- Victor Radovici
- Traian Dănceanu — profesorul de muzică
- Constantin Băltărețu — profesorul glumeț
- Aurel Tunsoiu
- Haralambie Polizu — socrul mare
- Dumitru Onofrei — ofițerul de stare civilă
- Dodo Iconomu
- Jeana Gorea — o rudă care participă la nuntă
- Luiza Marinescu
- Petre Gheorghiu-Goe — gestionarul birtului
- Ion Porsilă
- Astra Dan
- Petre Vasilescu
- Emil Mandric — un nuntaș
- Grigore Constantin
- Alexandru Vasiliu
- Liviu Manoliu
- Ion Colomieț
- Nicolae Praida
- Constantin Fugașin
- Luminița Zaharia
- Tina Protopopescu
- Gheorghe Pufulete
- Cristian Borc
- Irina Bărbat
- Carmen Gentimir — partenera nuntașului blond
- Alexandru Boroș — nuntașul blond, angajat al alimentarei
- Gabriel Kirițescu
- Răsvan Pufulete — copilul Răzvan

## Primire
Filmul a fost vizionat de 2.158.919 de spectatori la cinematografele din România, după cum atestă o situație a numărului de spectatori înregistrat de filmele românești de la data premierei și până la data de 31 decembrie 2014 alcătuită de CNC.
A primit Premiul ACIN pentru regie, pentru interpretare feminină (Draga Olteanu-Matei), pentru scenografie și costume (Ileana Oroveanu).

## Impact
Secvențe din film sunt preluate în Născuți la comandă, Decrețeii. Tema filmului este reluată în 4 luni, 3 săptămâni și 2 zile.